# Kopf (Grammatik)
Mit dem Begriff Kopf (auch: Kern bzw. Nukleus; im österreichischen Sprachgebrauch auch Haupt, engl. head) wird in der Linguistik ein Bestandteil eines zusammengesetzten Ausdrucks bezeichnet, der die grammatischen Eigenschaften des gesamten Ausdrucks festlegt, und von dem begleitende Ausdrücke abhängen. 
Der Kopfbegriff lässt sich hierbei in gleicher Weise auf der Wortebene (Morphologie) und auf der Satzebene (Syntax) anwenden und stellt damit ein fundamentales Strukturprinzip für die gesamte Grammatik dar. Es wird davon ausgegangen, dass normalerweise alle Merkmale eines zusammengesetzten Ausdrucks von einem Kopf herrühren (dies ergibt dann eine „endozentrische Konstruktion“). Im Bereich der Syntax unterscheiden sich Theorien darin, ob „kopflose“ Gebilde lediglich einen selteneren Fall darstellen, oder ob sie vollständig ausgeschlossen werden können. In der Morphologie sind Ausnahmen häufiger anzutreffen, vor allem in Form der exozentrischen Komposita.
Ein System, wie sich in der Syntax ein Kopf zu einem komplexen Ausdruck ausbauen lässt und dabei dessen Merkmale bestimmt, wird von der X-Bar-Theorie formuliert.

## Allgemeine Definition
Ein Kopf ist allgemein gesprochen derjenige Bestandteil in einem zusammengesetzten Ausdruck, der die Eigenschaften des gesamten Ausdrucks festlegt. Zum einen bedeutet dies, dass der Kopf den Kern eines Ausdrucks bildet und bestimmt, welche abhängigen Elemente noch hinzutreten können und welche nicht. Ein solches Element, das in einem zusammengesetzten Ausdruck das abhängige Gegenstück zum Kopf bildet, wird auch Dependens genannt.
Zum anderen spielt der Kopf eine Rolle für den Umgang mit grammatischen Merkmalen (z. B. Wortart oder Flexionsmerkmalen): Der Kopf ist der Teil eines zusammengesetzten Ausdrucks, der selbst dieselben Merkmale trägt, die auch der Gesamtausdruck trägt, und von dem sie auch herstammen. Man sagt, der Kopf projiziert oder vererbt seine Merkmale an den Gesamtausdruck. Dies ist der Prozess der Bildung einer syntaktischen Phrase, die von einem Kopf ausgeht (siehe unten).
Unter dem Kopfprinzip versteht man insgesamt den allgemeinen Grundsatz, dass die Merkmale eines komplexen Ausdrucks mit einem Kopf in seinem Inneren übereinstimmen müssen, mit anderen Worten, dass Konstruktionen normalerweise nicht exozentrisch sind. Diejenigen Merkmale, für die eine Übereinstimmung zwischen Kopf und Gesamtausdruck verlangt wird, werden auch als Kopfmerkmale bezeichnet.

## Köpfe in der Morphologie

### Komposition
Besonders klare Beispiele für das Kopfprinzip zeigen sich bei der regelmäßigen Ableitung von zusammengesetzten Wörtern (Komposita). Hierbei findet man, dass im Deutschen der rechte Teil die Eigenschaften eines Kopfes hat (sofern nicht der Sonderfall eines exozentrischen Kompositums vorliegt). Zum Beispiel:
```
             Hausschuh (
N, mask
)
             /          \
     Haus(N, neutr)     Schuh (
N, mask
)
```

In diesem Beispiel erweist sich das Rechtsglied Schuh als Kopf, denn:
- Es legt die Kategorie des gesamten zusammengesetzten Wortes fest (im Beispiel N, d. h. Nomen (=Substantiv), sonst auch A = Adjektiv, V = Verb).
- Es legt weitere Flexionsmerkmale wie Genus eines zusammengesetzten Nomens fest (mask., fem., neutr.), sowie das Flexionsparadigma, dem das gesamte Wort angehören wird.
- Es kann die Bedeutungskategorie festlegen, d. h., der Kopf bezeichnet die Art von Gegenstand auf den sich das Kompositum bezieht, und das Erstglied bestimmt diesen lediglich näher.

Der letzte Punkt gilt jedoch nur in Fällen (wie hier), wo das Kompositum regelmäßig interpretiert wird; es ist daneben auch möglich, dass ein Kompositum als ganzes Wort eine neue Bedeutung erwirbt, die nicht mehr aus der Bedeutung des Kopfes hervorgeht – z. B. Kindergarten ist kein Garten, sondern bezeichnet insgesamt eine Betreuungseinrichtung, wogegen Gemüsegarten regulär interpretiert werden kann. Wenn das Kompositum als ganzes eine neue Bedeutung erwirbt, ändert dies jedoch nichts an dem Kopfprinzip für die grammatischen Merkmale wie Wortart oder Genus.
Die Wirkungsweise des Kopfprinzips zeigt sich deutlich anhand von Kontrasten wie den folgenden:
```
             Hausschuh (
N, mask
)
             /          \
     Haus(N, neutr)     Schuh (
N, mask
)

 (= eine Art von Schuh; nämlich für im Haus)
```

```
           Schuhhaus (
N, neutr
)
             /           \
     Schuh(N, mask)     Haus (
N, neutr
)

(= eine Art von Haus; nämlich eines, in dem Schuhe verkauft werden)
```

```
           Rotwein (
N, mask
)
             /         \
     rot(Adj.)    Wein (
N, mask
)

(= Wein, der rot ist)
```

```
          weinrot  (
Adj.
)
            /        \
    Wein(N, mask)    rot(
Adj.
)

(= rot, und zwar ein Farbton wie bei (Rot)Wein)
```

Demnach verhalten sich Zusammensetzungen aus Adjektiv und Nomen insgesamt wie ein Nomen, wenn das Nomen Rechtsglied ist, aber insgesamt wie ein Adjektiv, wenn das Adjektiv Rechtsglied ist. Dies zeigt, dass der Kopf sich immer rechts befindet. 
Das letzte Beispiel zeigt, dass auch die deutsche Rechtschreibung einem Kopfprinzip folgt: Ein Kompositum wird groß geschrieben, wenn es als ganzes ein Substantiv ist, jedoch wenn der Kopf und damit das ganze Kompositum adjektivisch sind, wird der Wortanfang klein geschrieben, auch wenn er zu einem substantivischen Erstglied gehört.
Das Rechtsglied, und daher also der Kopf, eines Kompositums kann ein einfacher Wortstamm sein (z. B. Tante im Beispiel unten) oder zusammengesetzt sein (wie Kinder+garten):
```
             Kindergartentante (
N, fem
) 
             /                \
     Kindergarten(N, mask)   Tante (
N, fem
)
       /     \
 Kind(er)  Garten (N, mask)
 (neutr.)
```

```
            
Waldkindergarten
 (
N, mask
) 
             /            \
    Wald(N, mask)     Kindergarten (
N, mask
)
                         /     \
                  Kind(er)  Garten (
N, mask
)
                  (neutr.)
```

### Derivation
Wenn ein Affix benutzt wird, um aus einem Wortstamm ein neues Wort abzuleiten (Derivation), kann dieses Affix auch als Kopf betrachtet werden (wenngleich auch andere Darstellungsweisen möglich sind, s. u.). Beispielsweise ist die Endung -er dafür verantwortlich, dass aus einem Verbstamm zeig- (wie er auch im Infinitiv zeig-en enthalten ist) ein Nomen wird:
```
         Zeiger (
N, mask
)
             /   \
     zeig-(V)      ?

(= eine Vorrichtung, die dazu dient, etwas (an-) zu zeigen)
```

Dieser Fall kann durch das Kopfprinzip erklärt werden, indem man das Affix -er als eine Einheit auffasst, die das Kategoriemerkmal N (Nomen) und das zusätzliche Merkmal „maskulin“ selbst trägt und in der Art eines Kopfes auf den ganzen Ausdruck vererbt:
```
         Zeiger (
N, mask
)
             /   \
     zeig-(V)    
 -er (N, mask)

(= eine Vorrichtung, die dazu dient, etwas (an-) zu zeigen)
```

Eine Alternative, die in manchen Morphologietheorien bevorzugt wird, ist allerdings, das Affix nur als Zeichen für das Ansetzen einer Regel zu nehmen, die den ursprünglichen Stamm, z. B. zeig (V), auf einen neuen Stamm Zeiger (N) abbildet. Dieses Verfahren ist günstiger, wenn es keine isolierbare Einheit gibt, die als Träger des neuen Kategoriemerkmals identifiziert werden kann, z. B. wenn die Ableitung nur durch Vokalwechsel im Inneren des Wortstamms angezeigt wird (wie in find- (V) : Fund (N)). Ein Kopf muss normalerweise ein isolierbarer Ausdruck sein (sonst sind allenfalls abstraktere Darstellungen mithilfe unsichtbarer Köpfe denkbar).

#### Mögliche Ausnahmen von der Rechtsköpfigkeit
Bei einigen Fällen von Derivation scheint es, dass auch ein links angefügtes Element (Präfix) Kopf sein kann. Beispiele sind: das Geschwätz, das Geschrei, das Gejammer. Das Präfix Ge-  bei Substantiven, die aus Verben erzeugt werden, geht in der Regel mit dem grammatischen Geschlecht Neutrum einher.

## Köpfe in der Syntax

### Projektion von Merkmalen
In einem einfachen Modell der Syntax lässt sich sagen, dass sie die Verbindung von Wörtern zu zusammenhängenden Wortgruppen und schließlich Sätzen regelt. Unter dieser Voraussetzung erscheint ein Kopf in der Syntax als ein Wort innerhalb einer zusammenhängenden Wortgruppe (Konstituente), so dass die Merkmale dieses Wortes sich auf die gesamte Gruppe vererben. Dabei sind grundsätzlich zwar dieselben Merkmale relevant, die auch in der Morphologie betrachtet wurden, nämlich Wortart-Merkmale (wie Nomen, Verb, Adjektiv etc.) und Flexionsmerkmale. Im Unterschied zur Wortbildung wird in der Syntax auch mit Merkmalen hantiert, die keine inhärenten Eigenschaften von Stämmen sind (wie Genus, das  in den Beispielen zur Nominalkomposition zu sehen war), sondern variable Merkmale sind, die erst durch syntaktische Regeln zugewiesen werden, wie z. B.  Kasus.
Um Köpfe in der Syntax zu bestimmen, ist zunächst eine Aufgliederung eines Satzes in Konstituenten, d. h. zusammenhängende Wortgruppen, erforderlich, zum Beispiel:
```
Der Mann  wurde bleich
Er        erbleichte
```

Durch die Ersetzungen von der Mann durch er und wurde bleich durch erbleichte können 2  Wortgruppen identifiziert werden. Da das Wort erbleichte ein Verb ist, und die Wortgruppe wurde bleich genau dieselbe Funktion erfüllt, kann man schließen, dass letztere als ganze ebenso ein Merkmal „verbal“ besitzt. Da bleich ein Adjektiv ist, bedeutet dies, dass das verbale Merkmal von dem Verb wurde stammen muss, das somit ein Kopf ist und seine Kategorie auf die gesamte Einheit projiziert. Im Folgenden ist dieses Merkmal als [V] notiert:
```
      
wurde_bleich  [V]

      /          \
   
wurde [V]
    bleich [Adj]
```

Diese Darstellung zeigt die Analogie zum Kopfprinzip in der Morphologie; ein Unterschied ist allerdings, dass in der Syntax des Deutschen Köpfe nicht auf eine einzige relative Position beschränkt sind, sondern je nach Konstruktionstyp links oder rechts stehen können. Wenn eine Wortgruppe bezüglich der Vererbung eines Kategoriemerkmals abgeschlossen ist, wird sie als (syntaktische) Phrase bezeichnet. Unter der Annahme, dass sich das verbale Merkmal im obigen Beispiel nicht auf eine noch größere Wortgruppe weiter ausbreitet, wäre der Ausdruck wurde bleich daher als Verbalphrase zu bezeichnen, d. h. als eine abgeschlossene syntaktische Einheit, deren Kopf verbal ist.
Analog kann man schließen, dass die Wortgruppe der Mann dasselbe Kategoriemerkmal besitzt wie das Pronomen er, durch das sie im Beispiel weiter oben ersetzt wurde, und auch übereinstimmende Flexionsmerkmale wie „maskulin“, „Singular“, sowie „Nominativ“.  Weiterhin ist der ein bestimmter (definiter) Artikel und das Personalpronomen er ist ebenfalls definit. Gemäß neueren Analysen der generativen Grammatik ist daher der Artikel als Kopf der gesamten Einheit anzusetzen, weil alle ihre Merkmale sich auf diesen zurückführen lassen. Das Kategoriemerkmal des Artikels wird üblicherweise mit „D“ bezeichnet (für „Determinans“):
```
      
der_Mann  [D]

     /        \
   
der [D]
    Mann [N]
```

Ältere Analysen, die annehmen, dass hier N statt D der Kopf sei, sind ebenfalls verbreitet; für eine grundsätzliche Veranschaulichung des Kopfprinzips kann diese Alternative hier offengelassen werden. In der gezeigten Variante ist die Wortgruppe der Mann nun eine „Artikelphrase“ bzw. Determinansphrase, also eine abgeschlossene syntaktische Einheit, deren Kopf nominal-determinierend ist.
Zu den umstrittensten Fragen der Syntax gehört das Problem, ob ganze Sätze auch Phrasen sind, die einen Kopf besitzen. Die verschiedensten Möglichkeiten sind erwogen worden: dass der Satz eine Projektion des Verbs ist (eine Verbalphrase, die auch das Subjekt einschließt), dass der Satz eine Projektion eines abstrakten Merkmals ist (wie „Finitheit“ im Gegensatz zu „Infinitiv“) oder dass Sätze exozentrische Konstruktionen sind. (Siehe hierzu auch den Artikel Complementizer).

### Köpfe und abhängige Elemente
Eine weitere Eigenschaft, die man an syntaktischen Köpfen finden kann und die auf den ersten Blick von der Projektion von Merkmalen verschieden ist, ist die „Selektion“, also die Fähigkeit von Köpfen, Ergänzungen mit bestimmten semantischen und grammatischen Eigenschaften zu verlangen. Der Begriff der Selektion verweist hierbei darauf, dass diese Eigenschaft in der Bedeutung des jeweiligen Kopfes verwurzelt ist. Es ist eine Eigenschaft, die bei jedem individuellen Kopf (d. h., für die Syntax, einzelnen Lexemen) verschieden ausgeprägt sein kann, im Unterschied zum Prinzip der Merkmalsvererbung, das automatisch in jeder syntaktischen Verbindung abläuft. 
Beispiele:
```
das Bier in den Kühlschrank 
stellen

       das Bier         
kühlen

            --      
schäumen
```

An diesen drei verschieden gebauten Verbalphrasen im Infinitiv zeigt sich, dass es eine besondere Eigenschaft des Verbs stellen ist, zwei Ergänzungen zu verlangen, nämlich ein direktes Objekt und eine Richtungsangabe (die nicht weggelassen werden kann, zumindest nicht in dieser Bedeutung des Verbs); das Verb kühlen dagegen verlangt nur ein direktes Objekt, und das Verb schäumen gar keines. Auch in dieser Hinsicht also hat ein Kopf (das jeweilige Verb) die Fähigkeit, Eigenschaften  der gesamten Phrase festzulegen.
Neben diesem Prozess der Selektion von Ergänzungen erscheinen Köpfe auch mit anderen Arten von Begleitern, die nicht strikt verlangt werden, sondern nur modifizierende Bedeutung haben (Adjunkte oder in der traditionellen germanistischen Terminologie Angaben), z. B. Adverbien. Auch solche werden in einem allgemeineren Sinn dem Kopf als ein abhängiges Element („Dependens“) gegenübergestellt (diese Verallgemeinerung wird in der Dependenzgrammatik zum Aufbau syntaktischer Strukturen genutzt).
Dass ein Kopf anderes Material im Bereich seiner Projektion selegiert, lässt sich im Prinzip auch für die Köpfe von morphologischen Einheiten finden. Derivationsaffixe verlangen meist eine Basis (Stamm) mit einem bestimmten Kategoriemerkmal; und obwohl der Kopf eines Kompositums meistens sein Erstglied nicht selegiert (z. B. in keinem der oben gegebenen Beispiele), gibt es den Sonderfall des Rektionskompositums, wo dies doch der Fall ist.

## Verwandte Verwendungen des Kopfbegriffs
Da der Kopf einer syntaktischen Phrase in erster Linie ein unzusammengesetztes Element ist, dient „Kopf“ insbesondere im Zusammenhang mit der X-Bar-Theorie auch als Bezeichnung für die Projektionsebene des syntaktischen Wortes, symbolisiert durch die Schreibweise X°, für eine beliebige Wortart X, im Gegensatz zur Ebene der Phrase (XP) und Zwischenprojektion (X’). Diese Redeweise begegnet beispielsweise im Begriff der Kopfbewegung oder in der Definition der Rektionsbeziehung, die von einem Kopf ausgeht.